# Tavola
Tavola (Physocarpus) je rod rostlin patřící do čeledi růžovité (Rosaceae). Zahrnuje asi 12 druhů.

## Popis
Opadavé keře dorůstající výšky maximálně 3 metry. Bílé nebo růžové květy v chocholičnatém květenství.

## Zástupci
- tavola kalinolistá (Physocarpus opulifolius)

## Použití
Keře lze použít jako okrasné rostliny. Krycí a výplňová dřevina do větších skupin.